# Karst (Werkzeug)

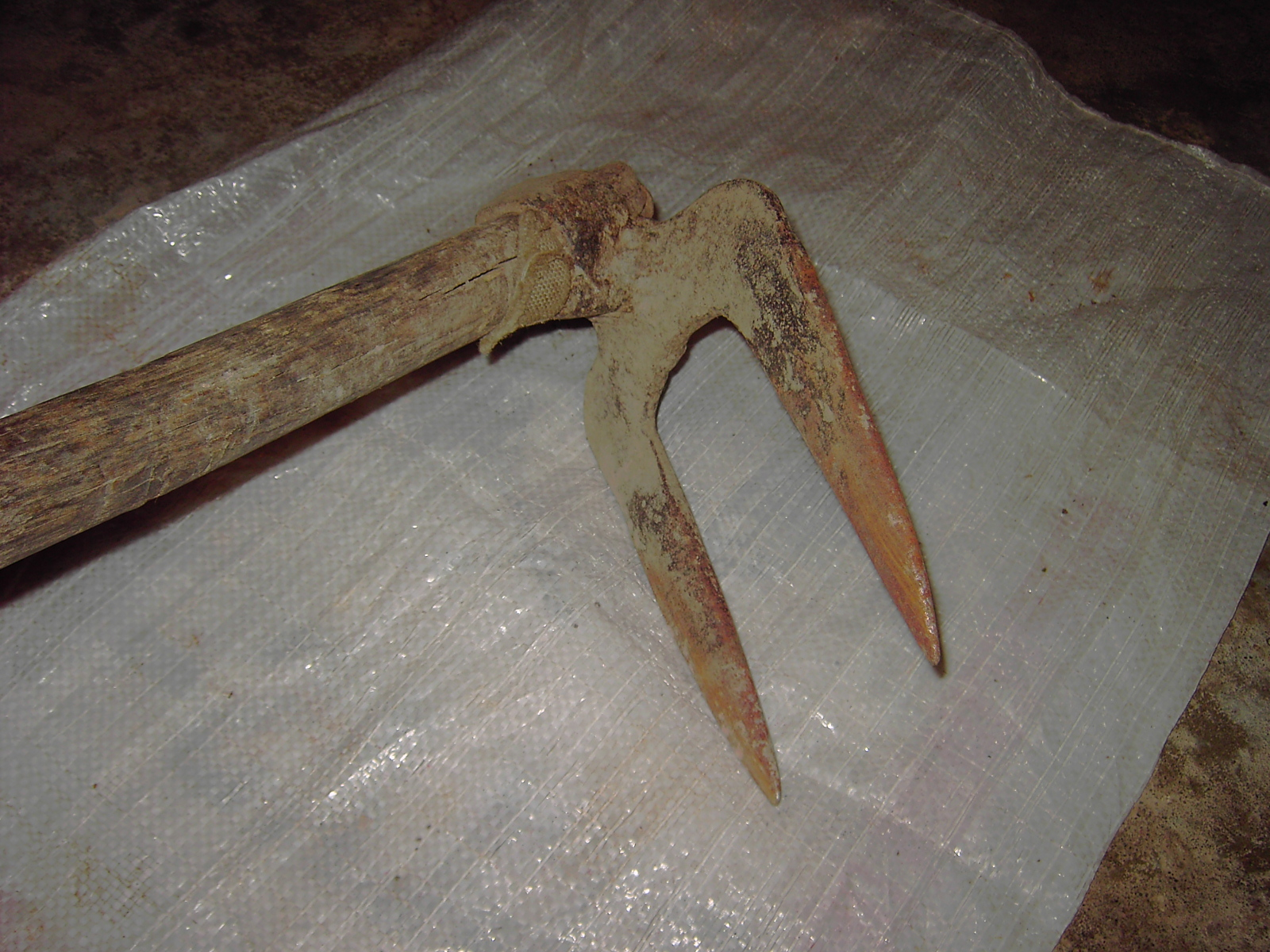
Karst, spitzzahnig, spanisch

Der Karst, auch Zwei-/Dreizahn, lokal auch Hacke, ist ein mit zwei (seltener auch drei) rechtwinklig abgebogenen, stabilen spitzen oder stumpfen Zinken versehenes Werkzeug für Landwirtschaft und Garten, das von der Hacke abgeleitet ist.
„Zwei besondere Formen der H(acke) sind der bis ins 20. Jh. als Zeichen des Bauernstandes geltende Karst mit zwei starken, rechtwinklig nach unten gebogenen Zinken für die Bearbeitung von Reben und Hackfrüchten sowie der rechenartige Kräuel mit zwei bis drei gebogenen Zinken, der vor allem im Gartenbau Verwendung findet.“

## Zum Begriff
Der Begriff Karst ist von kehren abgeleitet, „der karst ist das werkzeug zum ‚umkehren‘ … des erdreichs, wozu es heute noch dient,“
Das zugehörige Verb ist karsten oder kärsten.
Die Bezeichnung Karst wurde ursprünglich insbesondere in Ober-Sachsen und Oberdeutschland verwendet. Heute findet sich der Karst und die Karst-Hacke auch in den Katalogen der Hersteller von Gartengeräten und in Online Shops.

## Verwendung und Geschichte
Damit auch schlagend gearbeitet werden kann, ist der Stiel nicht in einer Tülle, sondern wie bei einem Beil in einem geschmiedeten Haus gefasst.

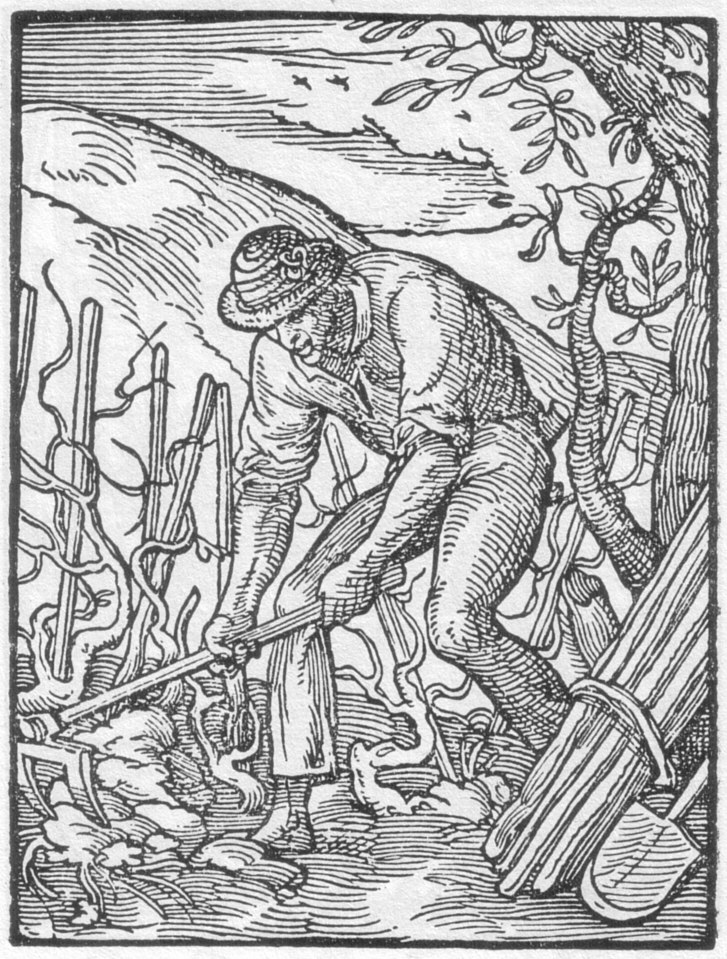
Der Rebmann. Amann: Das Ständebuch, 1568

Der Karst wurde schon in der Antike zur Bodenlockerung und zur Ernte von Feldfrüchten genutzt. Er wurde im Mittelalter als Übergabesymbol bei der Verleihung bäuerlicher Güter benutzt und galt bis ins zwanzigste Jahrhundert als Sinnbild des Bauernstandes.

## Bauformen

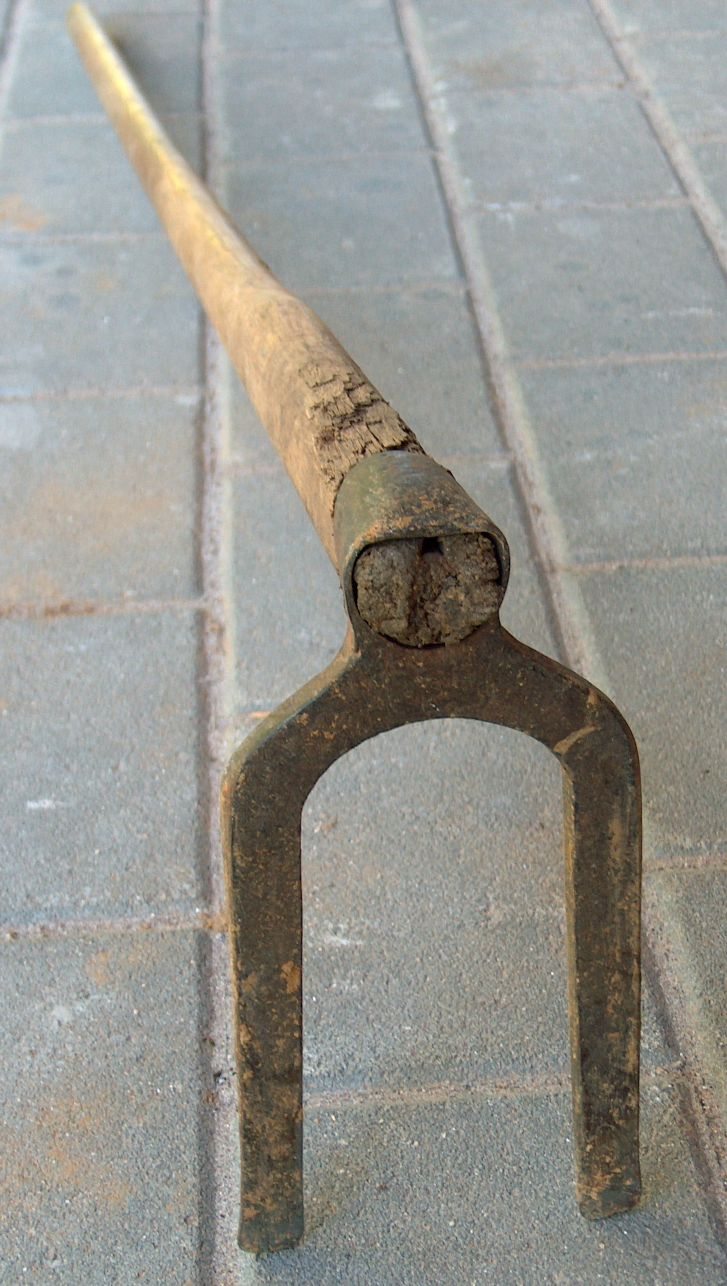
Karst, deutsch
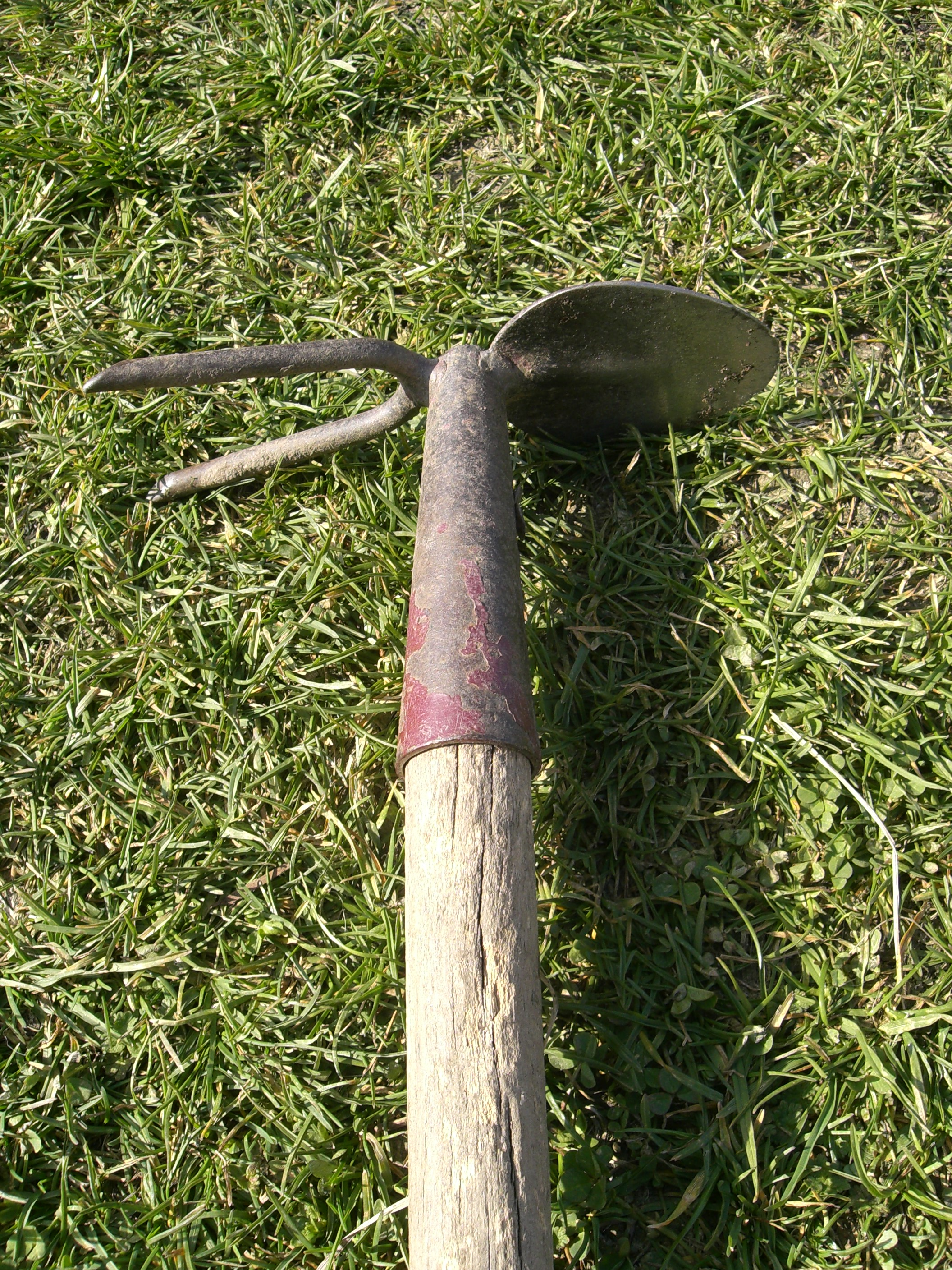
Leichte Gartenharke mit Harkenblatt und Karst, vor allem in Ostösterreich auch Heindl genannt
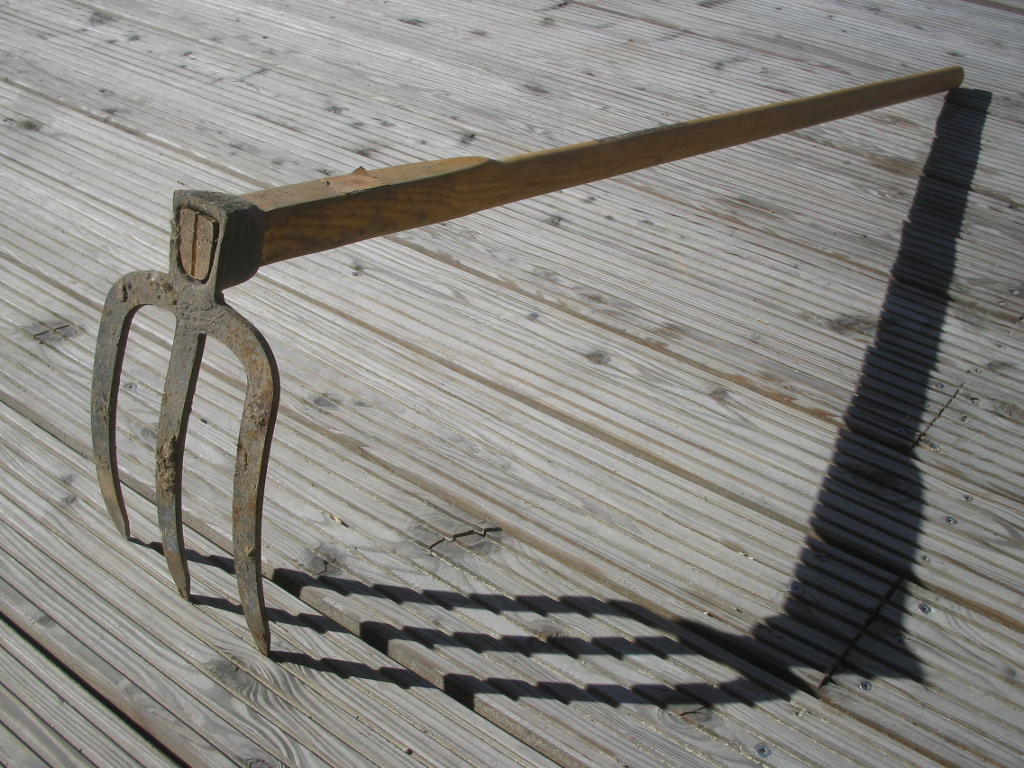
Renchtal-Karst mit flachen Zinken
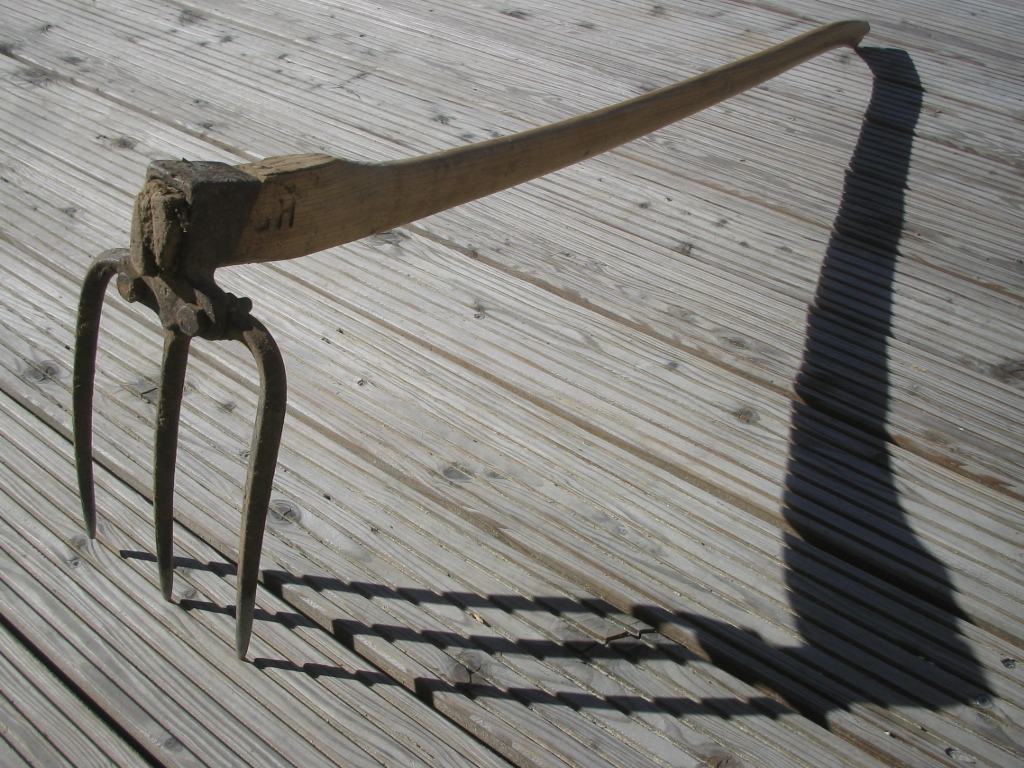
Renchtal-Karst, Zinken dreieckig profiliert
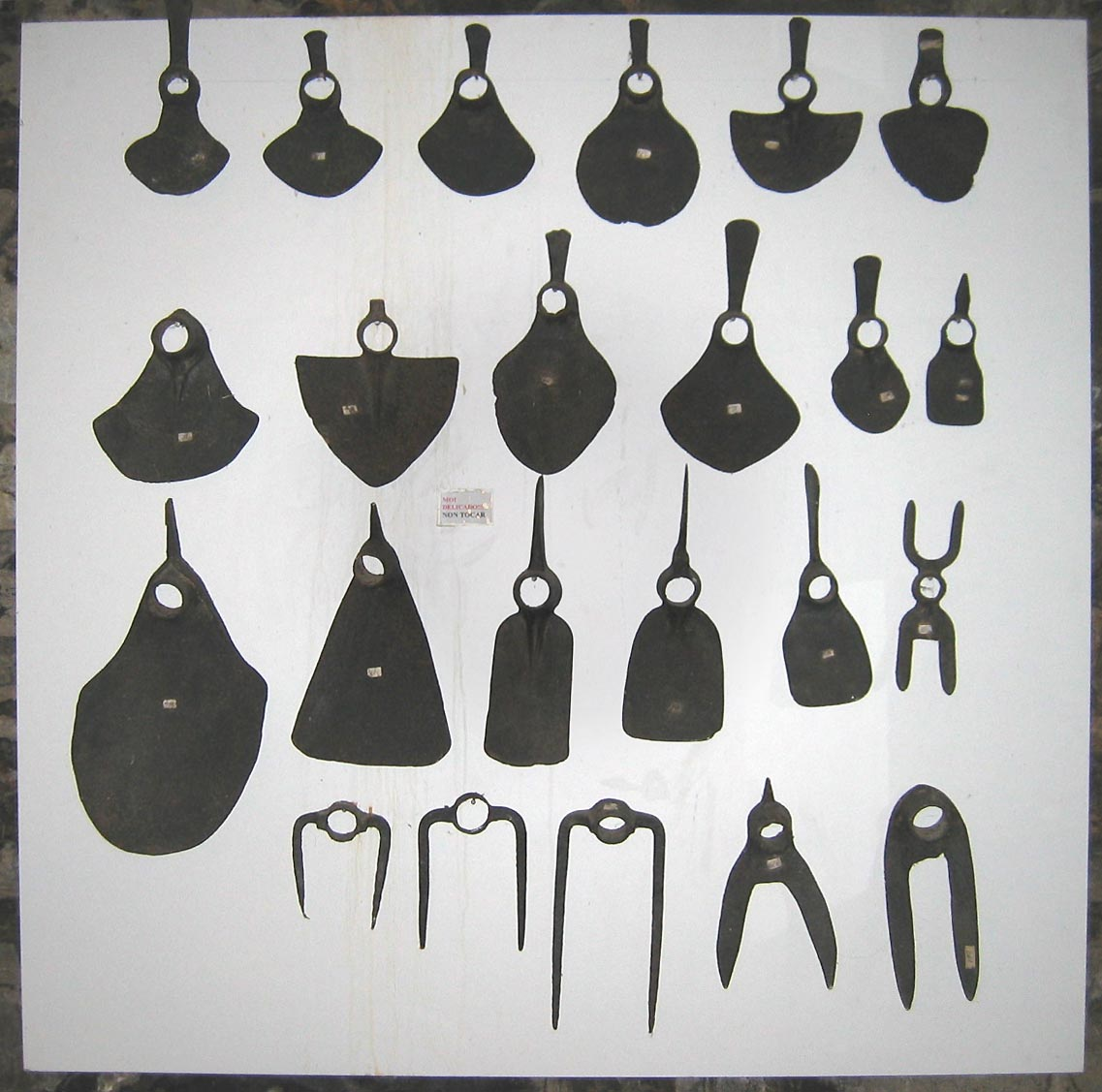
Zahlreiche Hackenblatt- und Karsttypen (unten), Centro Etnográfico de Soutelo de Montes, Pontevedra
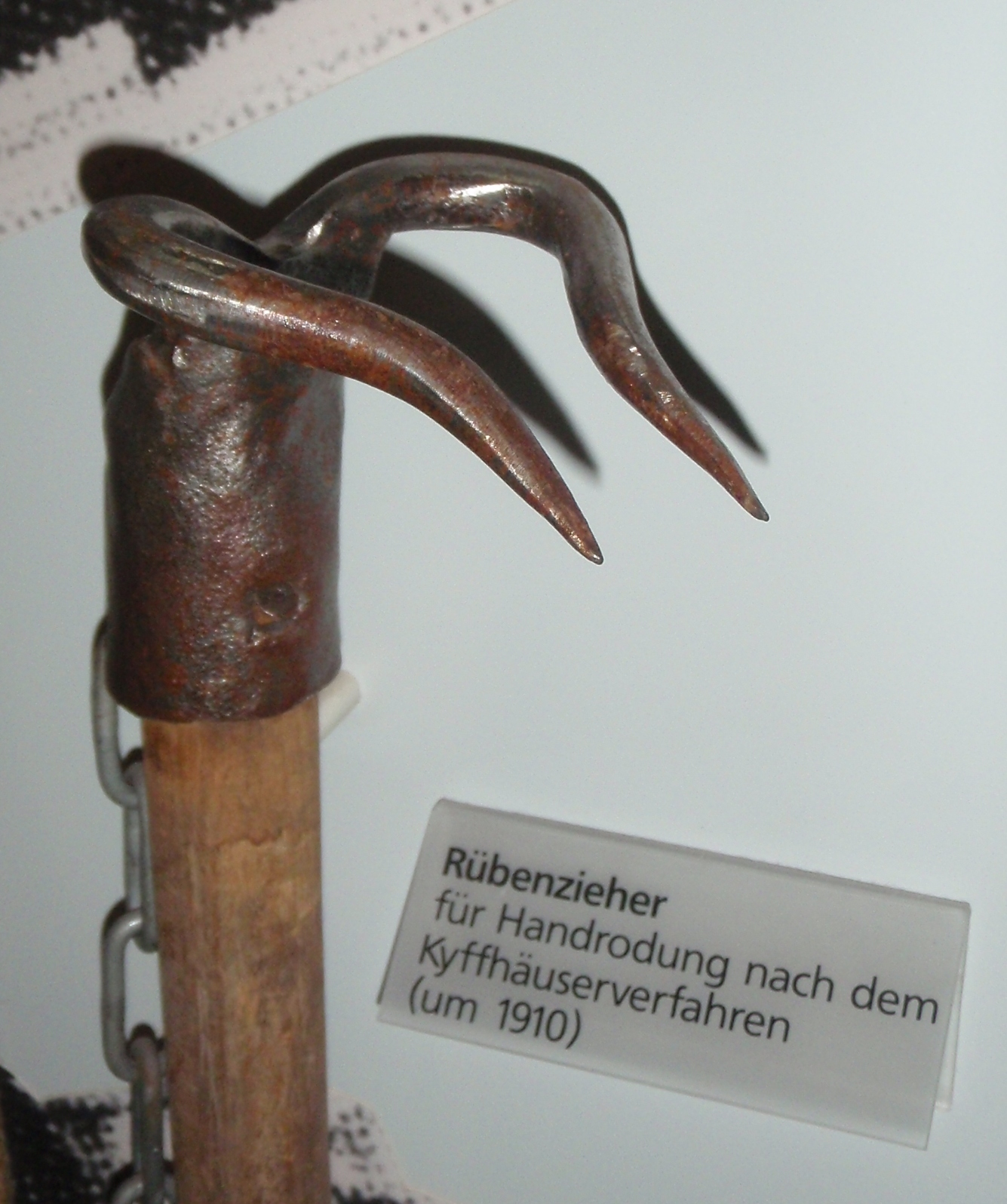
Rübenzieher, auch als Griffel bezeichnet, zur Handrodung von Rüben nach dem Kyffhäuserverfahren (um 1910)

Der Krail, meist mit vier Zinken, ist weniger robust und für Zieharbeiten geeignet (Stallmist, Stroh, Reisig).

## Heraldik: Der Karst als Wappenbild

Ein schräglinks gestellter roter Karst im Wappen von Hochheim am Main, Main-Taunus-Kreis
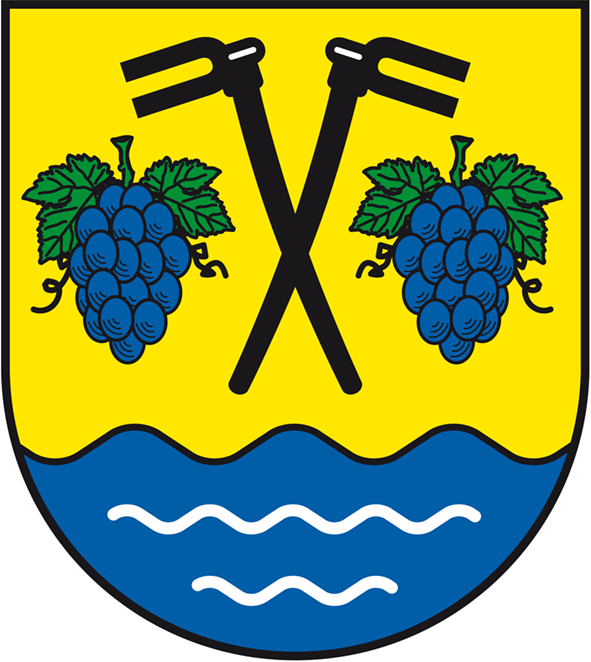
Wappen der Gemeinde Karsdorf, Burgenlandkreis
Unterstrass – Hacke
Sora (Barcelona, Spanien) – katalanisch àrpies; spanisch escardillo, gekreuzt mit einer Hacke (Haue)
Zierbena (Vizcaya, Spanien) – spanisch kako